# Long Way Home
Long Way Home ist der Titel einer Fernsehserie über eine Motorradreise, die Ewan McGregor und Charley Boorman im Jahr 2024 in neun Wochen quer durch 17 europäische Länder unternommen haben. Nach Long Way Round im Jahr 2004, Long Way Down 2007 und Long Way Up 2019 war es das vierte Motorradabenteuer der beiden befreundeten Schauspieler. Diesmal fuhren sie nicht auf modernen Reiseenduros oder elektrisch angetriebenen Motorrädern, sondern auf fünfzig Jahre alten, restaurierten Oldtimern.

## Reise
Die Reise führte die beiden Abenteurer von Ewans Heimat in Schottland zu Charleys Heimat in England, jedoch nicht über den kürzesten Weg, sondern über die Nordsee nach Skandinavien bis zum Polarkreis, dann hinunter durch das Baltikum und weiter durch Kontinentaleuropa (Schweiz, Frankreich usw.), bevor sie schließlich nach über 12.000 km (7500 Meilen) und mehr als zwei Monate später wieder über den Ärmelkanal zurückfuhren. Unterwegs versuchten sie, in die Kultur des jeweiligen Landes einzutauchen, lernten Einheimische kennen und versuchten sich an diversen einzigartigen Aktivitäten.

## Ausrüstung
McGregor fuhr auf einer abgenutzten Moto Guzzi 850 Eldorado der kalifornischen Polizei von 1974 (nicht der sehr gut erhaltenen, 2006 restaurierten V7 Ambassador von 1971 aus seiner Privatsammlung, die in diversen Bildern und Videos zu sehen ist und die er Anfang 2025 verkaufte), Boorman auf einer am Heck umgebauten und umlackierten BMW R 75/5 von 1973.